# Philocaenus bakeri
Philocaenus bakeri är en stekelart som beskrevs av Van Noort 1994. Philocaenus bakeri ingår i släktet Philocaenus och familjen fikonsteklar.
Artens utbredningsområde är Kamerun. Inga underarter finns listade i Catalogue of Life.